# Ludificação da aprendizagem
A ludificação da aprendizagem, ou gamificação na educação, é uma técnica de motivar os estudantes através da incorporação de características presentes nos jogos em um ambiente de aprendizagem. É o uso de elementos de jogos em atividades educacionais que não são jogos, com objetivo de facilitar a educação/aprendizagem (método de ensino com recursos lúdicos). Embora o termo seja utilizado primeiramente em 2010, esse tipo de atividade é aplicada há vários anos.
Os jogos digitais são capazes de motivar os jogadores e proporcionam uma experiência prazerosa e ao mesmo tempo desafiante. Um cenário bem diferente do que é visto nos ambientes escolares.
Parte do desinteresse com relação à escola e universidades se deve à estrutura do sistema educacional, onde os estudantes se vêem obrigados a memorizar fatos e fórmulas que não conseguem aplicar em suas vidas enquanto estudantes, além de não conseguirem entender o contexto onde tais conhecimentos são aplicados.

## Características dos jogos
Os jogos digitais, que podem facilitar a aprendizagem, possuem características que explicam este fenômeno, as quais serão apresentadas a seguir.
- Feedback instantâneo
- Sensação de progresso
- Interação com outros jogadores

### Feedback instantâneo
Os resultados das ações dos jogadores são apresentados de forma rápida aos mesmos. Se determinado personagem pula e a distância não é suficiente, ele morre. Se uma equipe inimiga atacar a base de um jogador e esta estiver desprotegida, o castelo é destruído. Este feedback instantâneo faz com que os jogadores passem horas jogando, pois eles conseguem ver os resultados dos seus comandos no momento em que os executam.

### Sensação de progresso
Os jogos são divididos em fases, proporcionando a sensação de que o jogador está progredindo. Por ser dividido em fases e ter à mostra a porcentagem de avanço do jogador na história, monitorar o progresso nos games é algo muito simples. Em jogos de MMORPG por exemplo, no decorrer do jogo os personagens vão ficando mais fortes, mais ágeis e ganhando novas habilidades. Isto motiva os jogadores a continuarem jogando, pois ao fazer isto eles irão sempre melhorar sua situação atual.

### Interação com outros jogadores
Os jogadores podem se comunicar com os outros, seja de forma online (como os MMORPGs) ou presencial. A interação com outros jogadores cria uma comunidade entre eles, outro fator importante para a motivação dos mesmos. Ter outras pessoas inseridas no meio e com interesses comuns é algo que engaja nós seres humanos a participar das atividades. Esta característica também é parte importante do sucesso dos vídeo games.

## Benefícios da ludificação

### Cria engajamento
Usar sistemas de recompensa pode permitir que os estudantes usem as conquistas para conseguir benefícios reais. Isto pode ser observado na prática em plataformas de e-Learning, onde o aluno vai liberando novos desafios a medida de completa os anteriores.

### Diminui a evasão escolar
Por tornar a atividade de aprender mais prazerosa, os índices de evasão escolar podem ser reduzidos a partir da ludificação.

### Aumenta a produtividade
Por conta da definição de atividades claras e diretas, os estudantes são encorajados a completá-las na ordem definida pelo professor.

### Aumenta a retenção do aprendizado
Os estudantes absorvem melhor o conteúdo quando eles se identificam com ele, em contraste a simplesmente ler ou assistir uma aula.

## Abordagens de gamificação
Existem diversas abordagens estruturadas e específicas que podem ser aplicadas no contexto educacional para implementar a gamificação, incluindo as seguintes:
- Gamificação estrutural
- Gamificação de conteúdo
- Gamificação habilidade
- Gamificação de avaliação

### Gamificação estrutural
A gamificação estrutural envolve a aplicação de elementos de jogos na estrutura de ensino de uma disciplina, com o objetivo de incentivar o aprendizado sem alterar o conteúdo. Isso pode incluir a criação de níveis de progressão, tarefas sequenciais e desafios que os alunos precisam completar para avançar. O propósito é organizar o aprendizado de forma mais estruturada, facilitando tanto a progressão quanto a retenção das informações.

### Gamificação de conteúdo
A gamificação de conteúdo consiste na incorporação de elementos e conceitos de jogos diretamente no conteúdo pedagógico, tornando-o mais semelhante a um jogo. Isso pode incluir a criação de narrativas, desafios baseados em cenários reais ou fictícios, e o uso de personagens que guiam os estudantes através do material didático. O objetivo é tornar o aprendizado mais dinâmico e facilitar a compreensão e retenção das informações.

### Gamificação de habilidade
Essa técnica de gamificação envolve a aplicação de elementos de jogos no desenvolvimento de habilidades específicas nos alunos, como pensamento crítico, resolução de problemas e colaboração. Jogos educativos e simulações podem ser utilizados para criar um ambiente onde os estudantes possam praticar e aplicar essas habilidades de forma segura e controlada.

### Gamificação de avaliação
A gamificação de avaliações envolve a aplicação de elementos de jogos para transformar o processo de avaliação em uma experiência mais interativa e menos estressante. Ferramentas como quizzes online, testes baseados em jogos e sistemas de avaliação contínua podem ser utilizados para identificar a evolução dos estudantes de forma mais lúdica. Esse tipo de aplicação pode tornar as avaliações mais agradáveis, permitindo que os estudantes ajustem suas estratégias de aprendizagem conforme necessário com base em feedbacks em tempo real.

## Aplicações
Uma forma de tornar o ambiente escolar mais atrativo é a inserção de um sistema que oferece feedback mais rápido aos alunos. Pesquisas mostram que logo após realizar um teste (tarefa escolar), se o aluno sente que se deu mal, esse sentimento vai modificando à medida que o tempo passa. Logo, com o passar dos dias ele sente que se deu melhor. O que acontece é que nossa memória vai se adaptando e com o tempo começa a criar uma impressão mais atraente sobre os fatos. Isto por sua vez dificulta o processo de aprendizagem. O ideal seria então mostrar aos alunos o que eles acertaram (ou erraram) o mais rápido possível.
```
Outra característica dos jogos digitais aproveitada em sala de aula através da ludificação é a boa ordenação dos problemas. Se um aluno se depara com um determinado exercício escolar difícil (antes de ter feito algum outro exercício) ele se sente desmotivado a continuar, pois vê que não está realizando progresso algum, já que está preso na resolução do mesmo. Isto gera um alto índice de desmotivação e desestimular o mesmo a continuar tentando resolver o problema
[
27
]
. O ideal é que as tarefas sejam organizadas de forma crescente, das mais fáceis para as mais difíceis, e que cada tarefa sirva de aprendizado para a tarefa posterior.
```

```
Além de incorporar elementos dos vídeo games no próprio processo de aprendizagem, os jogos podem ser usados isoladamente para melhorar o desempenho dos alunos. “Jogos como Dance Dance Revolution podem melhorar a leitura, a concentração e a memória em memória em crianças portadoras do Transtorno de déficit de atenção e hiperatividade”
[
28
]
. Melhorando em outras áreas os alunos ficam mais concentrados e rendem mais na aula.
```

### Exemplos

#### Gamificar as notas
Em vez de ter notas relativas a exames escolares, a avaliação de cada aluno pode ser feita continuamente, através de pontos atribuídos a participação em sala de aula.

#### Premiar estudantes com títulos em sala de aula
Cada estudante possui sua forma de contribuir e enriquecer o ambiente da sala de aula. Um estudante bom em desenho pode receber um titulo simbólico de desenhista da turma, ou um estudante que completar um desafio de cálculo pode receber o título de matemático da turma por exemplo. 

#### Integrando jogos educacionais em sala de aula
Fazer uso de computadores ou equipamentos eletrônicos na sala de aula também é uma forma de tornar o ambiente mais interessante para os alunos.

#### Promover um pouco de competição em sala de aula
É possível desenvolver atividades de competição saudável em sala de aula, como gincanas ou brincadeiras entre times formados pelos próprios alunos.

## Jogos não-educacionais como ferramenta de aprendizagem
É possível que os jogos eletrônicos criados puramente para o entretenimento também sirvam como ferramenta de aprendizagem.
Por exemplo, o jogo Civilization, é jogo de estratégia por turnos cujo objetivo é construir uma civilização. Um usuário deste jogo está inserido no contexto das civilizações antigas, e adquirindo conhecimento a respeito delas de forma ativa. Esta característica dos jogos digitais pode ser muito útil no processo de aprendizagem escolar, pois proporciona uma forma simples de contextualizar os estudantes.

## Críticas
A gamificação é uma prática boa para motivar os alunos, mas como todo ferramenta também possui seu lado prejudicial. Ao premiar um aluno por um bom desempenho em uma prova, por exemplo, ele está estudando com o intuito de ganhar o prêmio, e não com o intuito de aprender.
O ideal é que as crianças se interessassem pelo estudo ao efetivamente ver razão nele. Na ludificação este é o tipo de motivação intrínseca (que parte do próprio individuo). Ao se premiar determinados comportamentos, faz-se uso da motivação extrínseca, que de forma geral é menos eficaz do que a anterior e pode mudar o foco da realização das atividades. Por causa disto é preciso que se tenha certa cautela quanto ao uso da ludificação.